# Biskupice (okres Prostějov)
Biskupice (německy Biskupitz) jsou obec v okrese Prostějov v Olomouckém kraji. Leží zhruba devět kilometrů východně od Prostějova a patnáct kilometrů jižně od Olomouce. Žije zde 317 obyvatel.

## Historie
Jak název ukazuje, byla obec založena na půdě biskupské. Stalo se tak pravděpodobně po zřízení biskupství olomouckého (1063). Poprvé se Biskupice připomínají mezi biskupskými statky v listině z roku 1131. 
Osídlení na celém širším území je prehistorické a souvislé až do současnosti. Dokládají to archeologické nálezy v trati Na Dvorských osídlení neolitické, laténské z mladší doby železné, nálezy z doby římské, v trati Ostrov nálezy z doby laténské a římské, v trati Záhumenky slovanské pohřebiště.

## Obyvatelstvo

### Struktura
Vývoj počtu obyvatel za celou obec i za jeho jednotlivé části uvádí tabulka níže, ve které se zobrazuje i příslušnost jednotlivých částí k obci či následné odtržení.
| Místní části   | Místní části   | 1869 | 1880 | 1890 | 1900 | 1910 | 1921 | 1930 | 1950 | 1961 | 1970 | 1980 | 1991 | 2001 | 2011 | 2021 |
| -------------- | -------------- | ---- | ---- | ---- | ---- | ---- | ---- | ---- | ---- | ---- | ---- | ---- | ---- | ---- | ---- | ---- |
| Počet obyvatel | část Biskupice | 316  | 350  | 372  | 402  | 356  | 358  | 355  | 321  | 308  | 305  | 293  | 247  | 248  | 310  | 292  |
| Počet domů     | část Biskupice | 53   | 60   | 64   | 70   | 71   | 72   | 76   | 84   | 84   | 85   | 85   | 95   | 97   | 100  | 103  |

## Obecní symboly
Znak a vlajka byly obci uděleny rozhodnutím předsedy Poslanecké sněmovny Parlamentu České republiky dne 28. listopadu 2000.
Blason znaku: Ve stříbrném štítě černá zubří hlava s červeným jazykem a zlatou houžví, kosmo podložená berlou závitem ven a šikmo podložená procesním křížem, obojí červené.
Blason vlajky: Bílý list s červeným ondřejským křížem s rameny širokými jednu šestinu šířky listu. Uprostřed černá zubří hlava s červeným jazykem a žlutou houžví. Poměr šířky k délce listu je 2:3.

## Pamětihodnosti
- Filiální kostel svaté Markéty